# Grönstedtska palatset
Grönstedtska palatset (Städet 9), även kallat Vinlagret, är en byggnad belägen på en triangulär tomt mellan Dalagatan / Norra stationsgatan och Sankt Eriksgatan i Vasastan i norra Stockholm. Byggnaden är ritad av Cyrillus Johansson och uppfördes 1923 för den nybildade Vin- & Spritcentralen. Från början bedrevs verksamheten i Grönstedts namn, en av de vinfirmor centralen tog över, därav byggnadens namn.

## Kvarteret

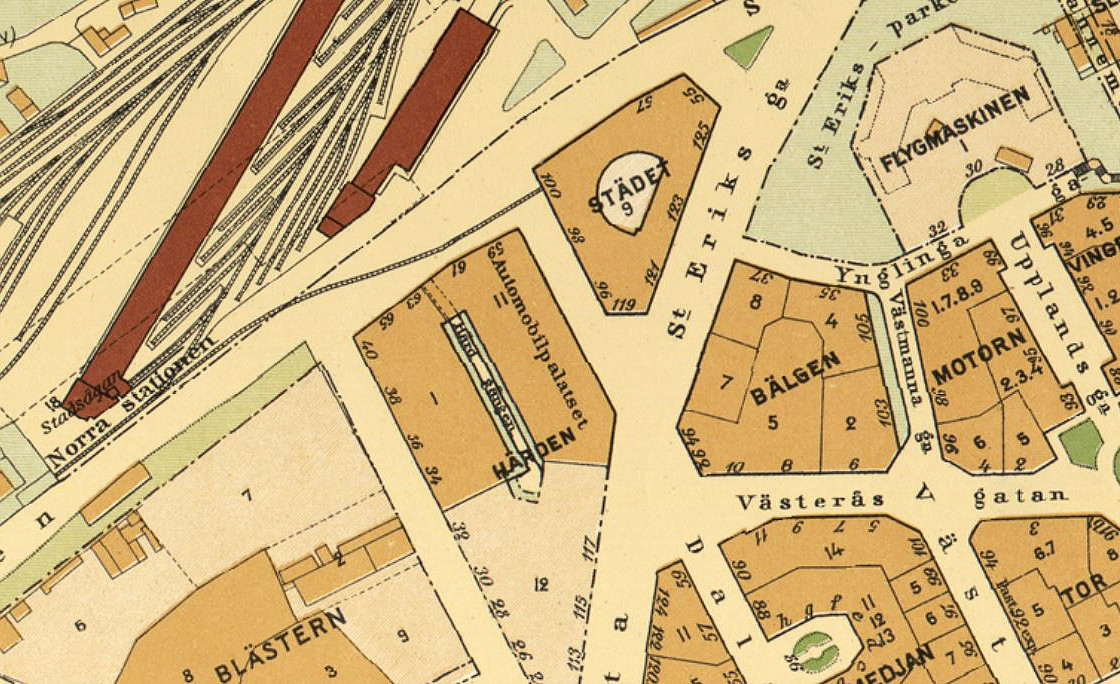
Kvarteren Städet och Härden, 1930.

Kvarteret Städet bildades i början av 1900-talet och motsvarar ungefär det tidigare kvarteret Gräshopparen som dock hade rektangulär form och var ett resultat av den första stadsplanen för nordvästra Norrmalm (dagens Vasastan) som fastställdes av Stockholms stadsfullmäktige i december 1878.. 
Stadsplanen från 1878 omarbetades i början av 1900-talet av Stockholms stadsplanearkitekt Per Olof Hallman varvid det nya kvarteret fick triangulär form liksom grannkvarteren Härden och Blästern. Kvartersnamnet hade anknytning till verksamheten vid närbelägna Rörstrands porslinsfabrik som genererade omkring 25 nya kvartersnamn bland dem Blästern, Bälgen, Degeln, Eldaren, Fajansen, Glöden, Härden, Keramiken, Leran, Smältan, Ugnen, Urnan, Ässjan och även Städet. Kvarteret Städet består av en enda fastighet, Städet 9, som upptas i sin helhet av Grönstedtska palatsets byggnad.

## Historia

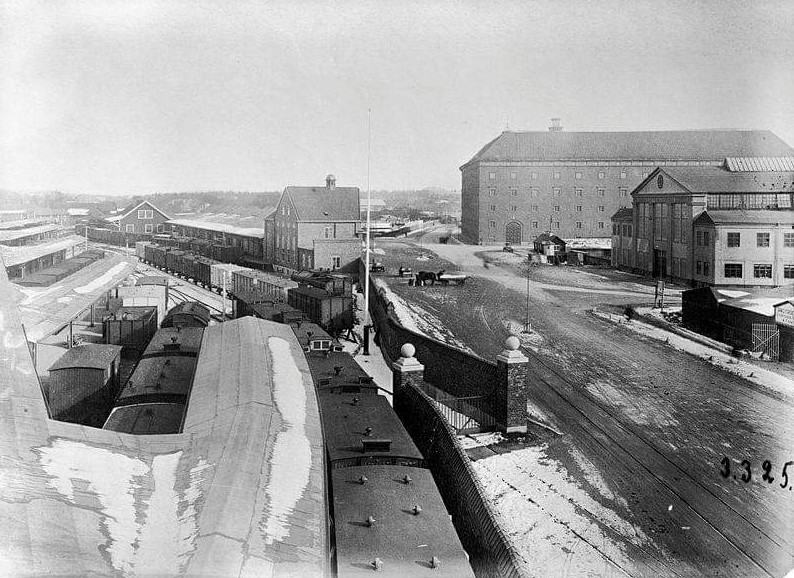
Solnavägen (Norra stationsgatan) österut 1925. Det nybyggda Grönstedtska palatset syns längst bort till höger.

Vin- & Spritcentralen hade bildats 1917 för att skapa en statlig kontroll över vin- och sprithanteringen i Sverige och centralen tog över de befintliga privata firmorna. För den samlade verksamheten införskaffades tomten vid Norra station som omges av Sankt Eriksgatan, Dalagatan och Norra stationsgatan. Anledningen att man valde att förlägga verksamheten vid Stockholms norra station var närheten till järnvägen, till vinlagret kom järnvägsvagnar lastade med vin i tankar. För att underlätta hanteringen hade man en hiss som rymde en hel järnvägsvagn som kunde skickas upp till första våningen där tappningen skedde. 
Uppdraget att rita den nya byggnaden gick till arkitekten Cyrillus Johansson som lät uppföra en tegelbyggnad med inspiration av  kinesisk arkitektur. En inspiration som bland annat syns i det svängda takfallet och de båda stenlejon som vaktar porten mot Sankt Eriksgatan.
Byggnaden, som upptar hela kvarteret Städet, kom att vara centrum för svensk vinhantering under drygt 40 år. Redan under 1950-talet hade verksamheten dock börjat växa ur lokalerna och man började använda andra lagringslokaler. År 1967 flyttade man till en ny anläggning vid Årstaviken, i Årstadal. Då hade man börjat importera vin med tankbåtar istället för med järnväg. 
Från 1967 till 2011 hade Vin och sprithistoriska museet sina lokaler i huset. År 2012 flyttade museet (som bytt namn till Spritmuseum) till Galärskjulen på Djurgården. 
I byggnaden finns idag hotell och kontor. Den är "blåklassad" av Stockholms stadsmuseum, vilket innebär "att bebyggelsen bedöms ha synnerligen höga kulturhistoriska värden".

## Bilder

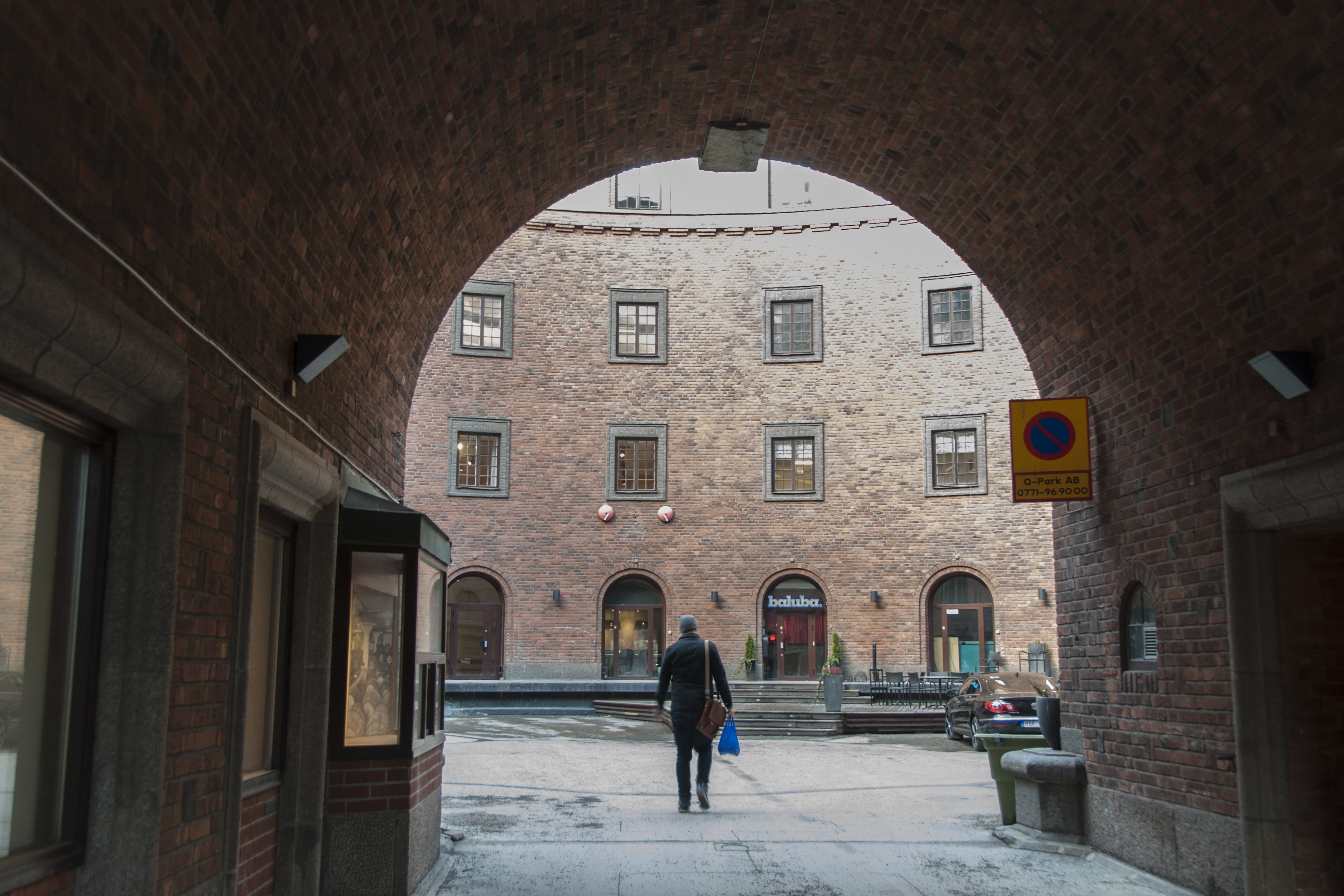
Porten mot gården
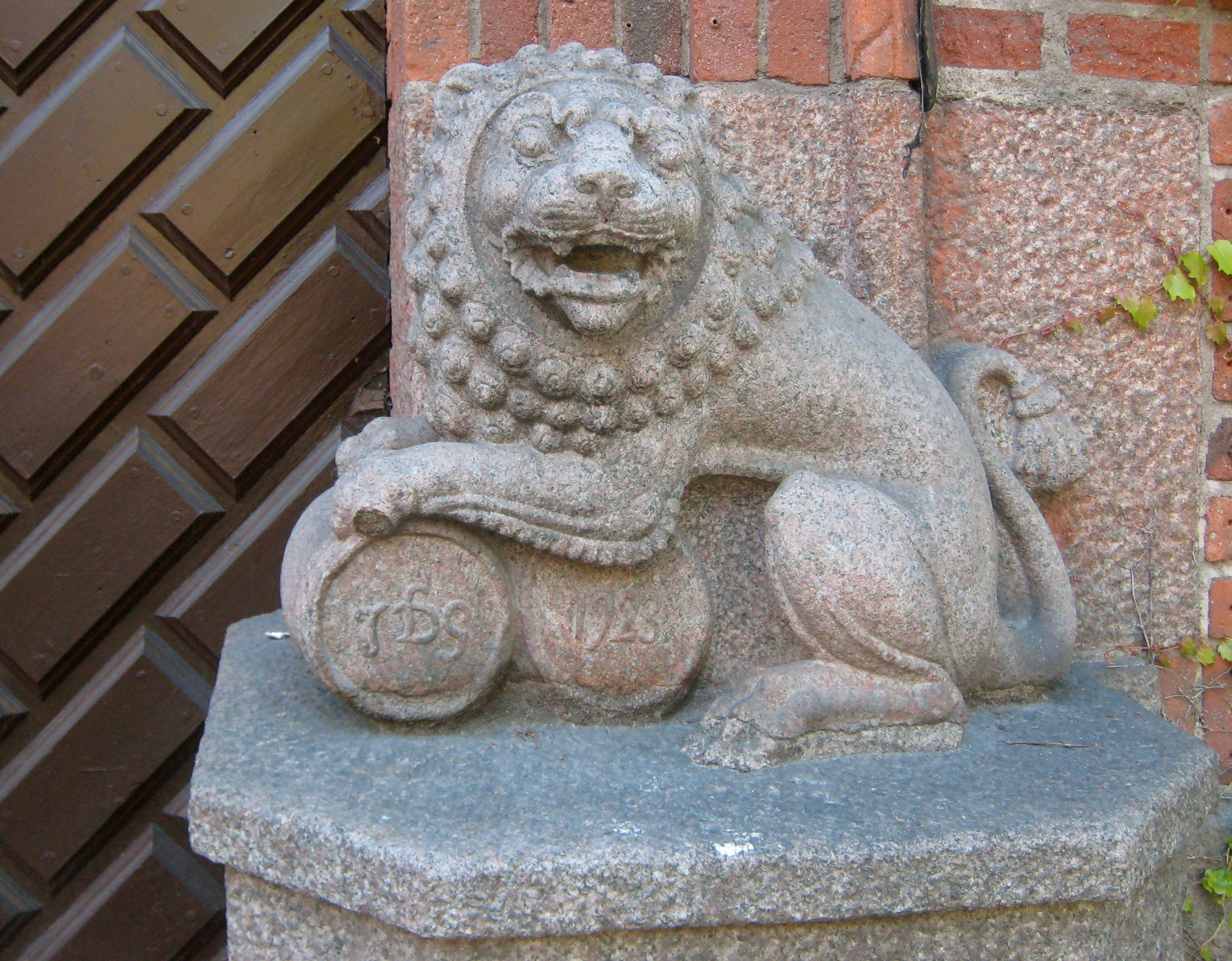
Ett av de två stenlejonen
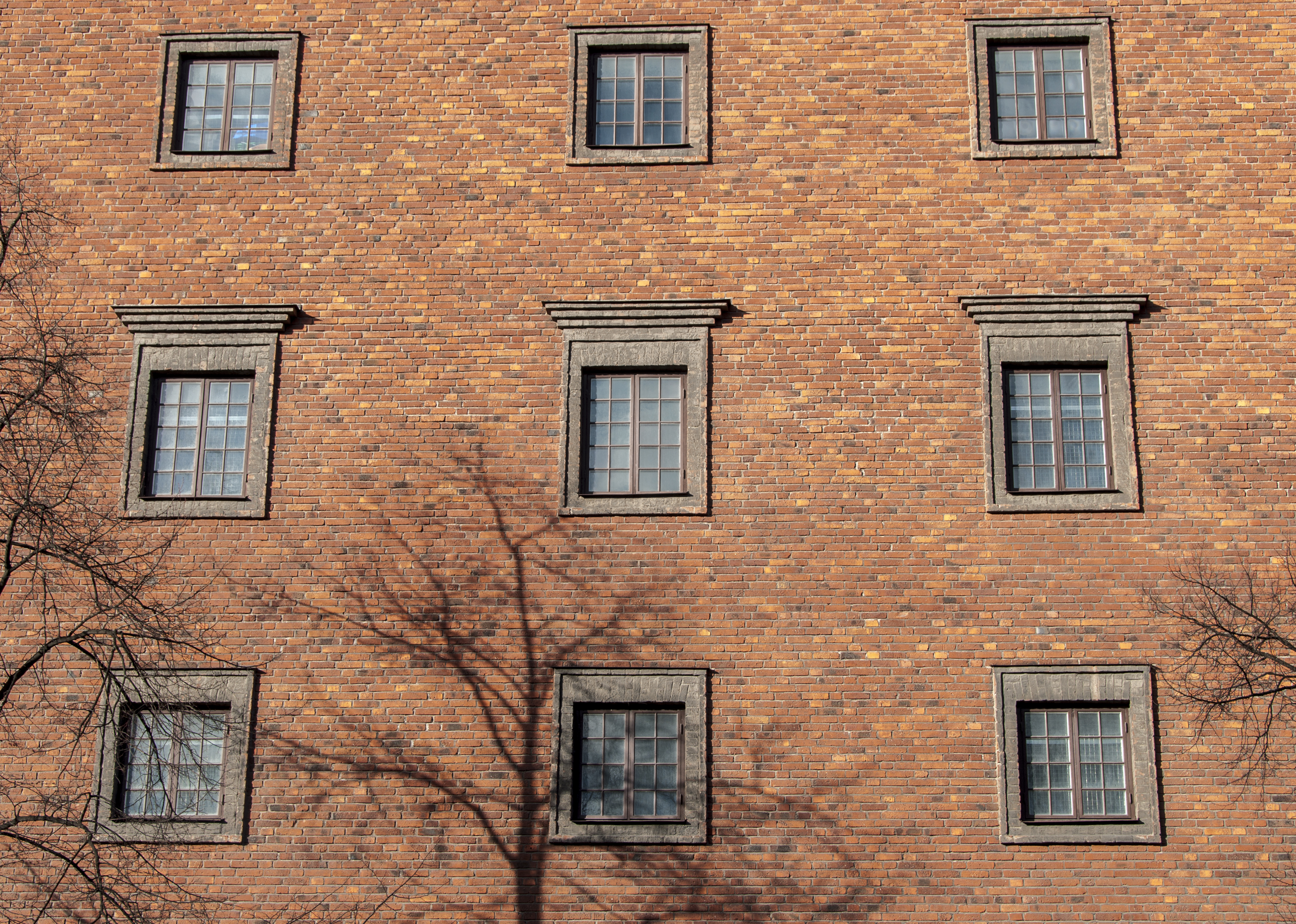
Fönster
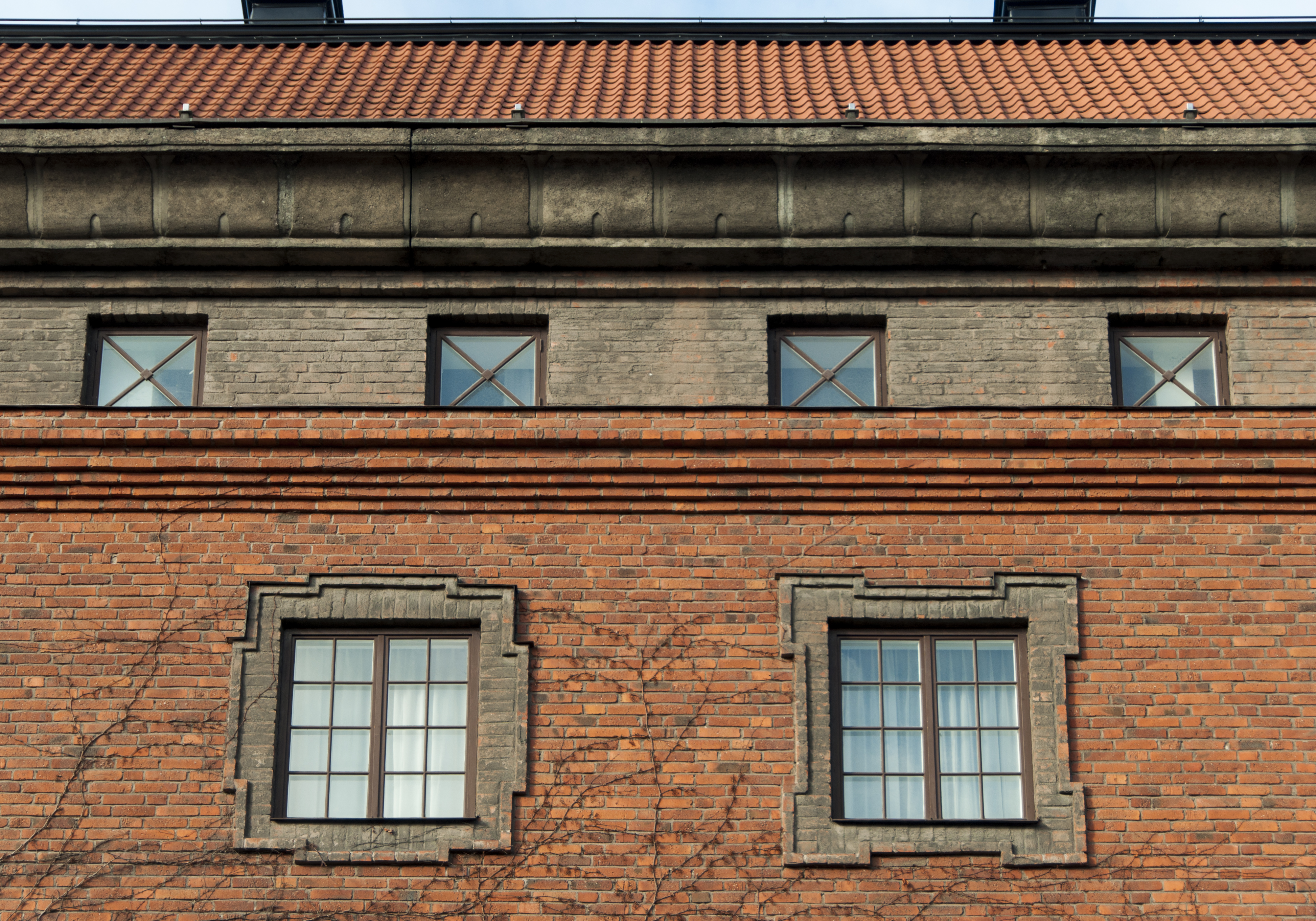
Takfot
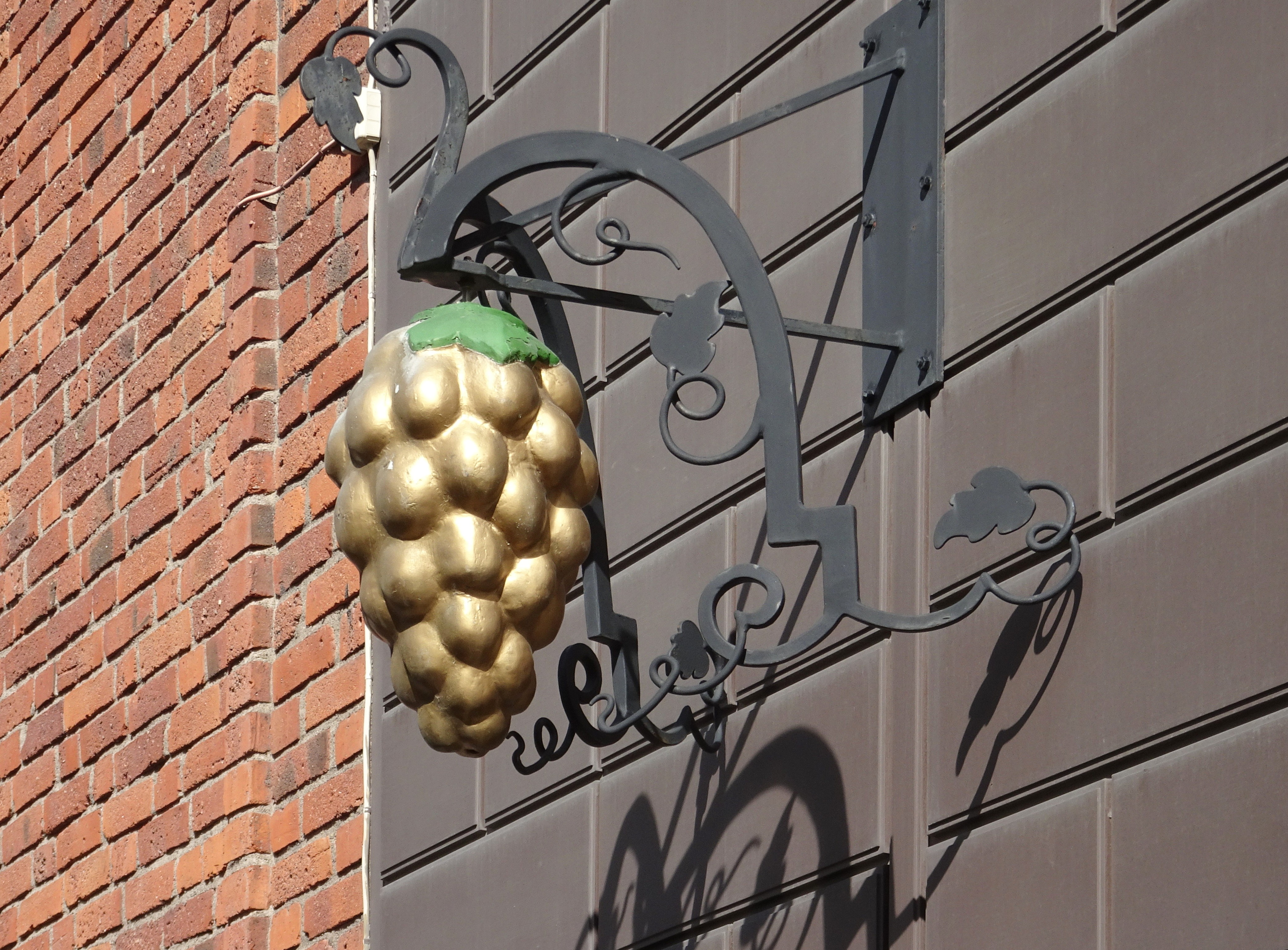
Vindruvan över entrén